# Françoise Cahen
Pour les articles homonymes, voir Cahen.
Françoise Cahen est une professeure de lettres et une chercheuse française, née le 14 mars 1970 à Clamecy.

## Biographie
Elle soutient en 1992 un premier mémoire de maîtrise en lettres modernes à l'université de Dijon. Ayant réussi le concours du CAPES en 1993, elle est professeure de lettres depuis 1997 au lycée Maximilien-Perret d'Alfortville. En 2003, elle obtient l'agrégation.
Elle est à l’origine de la pétition pour la place des femmes dans les programmes de lycée au baccalauréat littéraire, qui a obtenu en 2016 une réponse positive de la ministre de l’éducation Najat Vallaud-Belkacem. Sur Twitter, elle a lancé les antiperles du bac en réaction aux traditionnelles perles du bac, et le hashtag « les profs de ma vie ». Elle s’est également engagée pour l’écriture inclusive et défend une conception de l’enseignement du français au lycée fondée sur la créativité et les usages du numérique. Par exemple, elle accompagne ses élèves de seconde dans l'animation du compte Twitter de Gallica, le 8 mars 2018, dans le cadre de la journée internationale des droits des femmes.
En 2021, elle a soutenu à l'université Sorbonne-Nouvelle une thèse de littérature française sur les réseaux de personnages à l’ère des réseaux sociaux numériques. Elle a participé à l’écriture de plusieurs fictions numériques, comme le Logbook de la Colonie, en collaboration avec un collectif, et le compte d’Aimée Rolland  sur X (ex  Twitter) qui retrace chaque jour depuis 2020 la vie de sa grand-mère.

## Publications

### Articles universitaires ou chapitres d'ouvrages
- « Mises en abyme. La virtualité d’Internet et la fiction romanesque », Romanesques : revue du Centre d’études du roman et du romanesque [de l’Université de Picardie-Jules Verne], Garnier Flammarion, mai 2021[17]. ISSN 2269-7586
- « Faire société avec les liens faibles » (Autour du Monde de Laurent Mauvignier / Vernon Subutex de Virginie Despentes / Féerie générale d’Emmanuelle Pireyre) Septembre 2017, Colloque universitaire de Cerisy : in Alexandre Gefen et Sandra Laugier (dir.) Le pouvoir des liens faibles, CNRS Editions, 2020[18]
- « Agilités transmédiatiques des sociabilités littéraires à partir des plateformes critiques », in Laboratoire Dicem-IdF (ed.), La Fabrique de la participation culturelle, Plateformes numériques et enjeux démocratiques, 2020, pp. 49-55.  (ISBN 978-2-36851-536-5)[19]
- « Eric Reinhardt : autoportrait de l’artiste en Cendrillon » Presses universitaires de Rennes (ed.), in Hermeline Pernoud (dir.) Le conte dans tous ses états, La Licorne, 2018.  (ISBN 2753574022)[20]
- « Hybridations du récit dans l’œuvre d’Eric Reinhardt », revue Ticontre, juin 2016[21]
- « Jean-Charles Massera et le “format de l’ennemi”. Sur les formes intermédiales de Massera », Fabula, Contribution à un colloque à la Sorbonne (Paris IV) Juin 2016 sur « les pratiques contre-narratives à l’ère du storytelling : littérature, audiovisuel, performance », Publication sur Fabula, 2019,  https://www.fabula.org/colloques/document6035.php
- « Bénédicte Ombredanne, une nouvelle Emma Bovary? », in Sandra Glatigny (dir.) Flaubert dans la ville, Presses universitaires de Rouen et du Havre, 2017[22]
- « Lecture analytique et vidéo projection : du diaporama-spectacle à l’interaction collaborative. » Revue R2-LMM, mars 2017[23]
- « L’éclatement du dialogue romanesque par le Net. » Fabula, Gilles Bonnet (dir.)  Colloque sur le numérique dans le roman contemporain à l’université Lyon III : « Internet est un cheval de Troie.» 2016 https://www.fabula.org/colloques/document4155.php
- « Le repas familial pavillonnaire dans Le Moral des ménages et dans Cendrillon d’Éric Reinhardt», in Florence Fix (dir.) Manger et être mangé, L’alimentation et ses récits,  Editions Orizons, Collection Comparaisons, 2016[24]
- « Les farfelus dans les romans d’Éric Reinhardt: métamorphoses de l’auteur, de l’époque ou du roman? » in Epifanio Ajello, Vincent d' Orlando, Sylvie Loignon, Natalie Noyaret (dir.) Le personnage farfelu dans la fiction littéraire (XXe et XXIe siècles) des pays européens de langues romanes, Revue Sinestesie N° 12, 2014[25]
- « Le système romanesque du libéralisme dans les œuvres d’Éric Reinhardt » in Corinne Grenouillet Catherine Vuillermot-Febvet (dir.) Discours du management, du travail, de l’économie: représentation/fiction, Presses Universitaires de Strasbourg, 2015[26]

### Revues pédagogiques/vulgarisation
- « Tout à coup, la porte s’ouvrit », Cahiers pédagogiques, n°578, Ecrire pour être lu, 2022[27]
- « Littérature : s’approprier les classiques, un défi pour les lycéens », The Conversation, juin 2019[28]
- « Propositions pour sauver l’écriture littéraire au lycée » Cahiers pédagogiques, mars 2018 [29]
- « Entrer en littérature grâce à la problématique », Cahiers pédagogiques n°541, Les tâches complexes à la loupe, décembre 2017[30]
- « Mais là, on sort un peu du cadre, non ? », Cahiers pédagogiques, hors-série numérique 42 Littérature et numérique, mars 2016[31]
- « Quelques idées pour accompagner la lecture d’œuvres complètes avec les TICE », Lire au collège n°92, 2013[32]
- « Blogs pédagogiques et conditions de travail », Cahiers pédagogiques 482, 06/2010[33]

- « Le blog pédagogique : premières impressions d'une utilisatrice balbutiante », Les Dossiers de l'ingénierie éducative, 2008[34]